# 11880 Solutions
Die 11880 Solutions AG ist ein im August 1996 als telegate von Klaus Harisch und Peter Wünsch gegründetes Unternehmen für Kommunikationsdienstleistungen. 1999 fand die Platzierung an der Frankfurter Börse statt (WKN: 511880 / ISIN: DE0005118806). Von den 19.111.091 ausgegebenen Aktien sind 23,5 Prozent im Streubesitz. 4,2 Prozent hält Rolf Hauschildt und 72,3 % die united vertical media GmbH. Die 11880 Solutions AG beschäftigt fast 600 Mitarbeiter an insgesamt drei Standorten in Deutschland.

## Übersicht
Die 11880 Solutions AG bietet über ihre Telefonauskunft die Suche nach Privatpersonen und lokalen und überregionalen Anbietern aller Branchen. Zum Unternehmen gehören die 11880*, Deutschlands zweitgrößte Telefonauskunft (Marktanteil von rund 40 Prozent), sowie die Tochtergesellschaft 11880 Internet Services AG (ehemals klicktel AG), die die Online-Vermarktungsprodukte des Unternehmens (z. B. Internetauskunft 11880.com) bündelt.
In Deutschland bekannt geworden ist der Service von „11880“ der damaligen telegate AG in den 1990er Jahren unter anderem mit dem Werbeslogan „11880 – Da werden Sie geholfen“, vorgetragen durch das Testimonial Verona Pooth.
2005 erwirkte die Firma einen Beschluss der Bundesnetzagentur, wonach sie deutlich weniger Geld an die Deutsche Telekom für die Bereitstellung von Teilnehmerdaten zu zahlen hat. Im Jahre 2008 übernahm telegate eine Mehrheitsbeteiligung an der Essener klickTel AG.
Am 8. Juni 2016 beschloss die Hauptversammlung die Umbenennung von telegate AG in 11 88 0 Solutions AG.

## Produkte
Bei der Telefonauskunft 11880 erhalten Kunden rund um die Uhr persönliche Unterstützung, während sie über das Online-Branchenbuch 11880.com und die gleichnamige App selber nach Informationen zu Privatpersonen oder gewerblichen Anbietern aller Branchen recherchieren und direkt Kontakt aufnehmen können. Über themenspezifische Fachportale (z. B. zu Themen wie Gartenbau, Heizung und Sanitär, Umzug oder Dachdeckungen) können Interessenten direkt Angebote von Dienstleistern ihrer Region anfordern.
Für Unternehmer bietet 11880 Solutions Produkte im Bereich der Online-Vermarktung. Dazu gehören Homepages, Branchenbucheinträge, ein Eintragsservice in den größten Suchmaschinen, Suchmaschinenkampagnen und Google Business View oder Facebook-Unternehmensseiten. Mit der Metasuche für Online-Bewertungen WerkenntdenBESTEN können Unternehmen ihr eigenes Bewertungsmanagement gestalten. Für kleine Firmen ohne eigenes Back Office wird ein telefonischer Sekretariatsservice angeboten. Auch die klicktel Telefon- und Branchenbücher (früher auch Routenplaner) auf CD-ROM gehören zu den Produkten der 11880 Solutions AG. Für Geschäftskunden werden außerdem Callcenter-Dienstleistungen und Datenvermarktungsservices angeboten.
Jedoch ist im Zeitalter hochverfügbarem Internets und Smartphones das Geschäft mit den kostenpflichtigen Auskünften (pro Anruf rd. zwei Euro) stark zurückgegangen. Nach eigenen Angaben suchen durchschnittlich nur mehr 10.000 bis 12.000 Leute eine Auskunft unter der 11880. In den besten Jahren zuvor sollen es bis zu einer halbe Million Anrufer gewesen sein. Der Vorstand der 11880 Solutions AG, Christian Maar, sieht mittlerweile die Telefonauskunft nur noch als zweiten Geschäftsbereich nach dem Geschäftssegment Digital.

## Standorte
Der Hauptsitz des Unternehmens ist in Essen, Nordrhein-Westfalen. Hier arbeiten 300 Mitarbeiter aus der Verwaltung und dem Telesales. Die andere Hälfte der Belegschaft ist in den eigenen Callcentern in Rostock und Neubrandenburg, Mecklenburg-Vorpommern, angesiedelt.

## Kritik
Im Jahr 2014 erreichten die Staatsanwaltschaft Essen mehrere Hilferufe angeblich geschädigter Kunden,  denen Mitarbeiter der telegate AG Topplatzierungen bei Google versprochen hätten, diese jedoch nie erzielt wurden. Nach der Registrierung für einen kostenlosen Eintrag versuchte Telegate, mit Anrufen kleinen Unternehmen kostenpflichtige Verträge für Internetwerbung zu vermitteln. Nach Angaben Geschädigter gab man sich hierbei als „Google-Mitarbeiter“ aus und versprach hohe Positionen in den Suchmaschinenlisten.
Die Essener Staatsanwaltschaft ermittelte ab Mai 2014 wegen Betrugsverdacht gegen einzelne Mitarbeiter des Unternehmens, die inzwischen freigestellt bzw. entlassen wurden. 60 Unternehmen sollen hierbei geschädigt worden sein.  Das Unternehmen verwahrte sich kurz darauf gegen entsprechende Presseberichte.
Solche Werbeanrufe werden allerdings von 11880 Solutions AG indirekt selbst so bestätigt. Auch über Scheinkunden („Fake-Kunden“), welche angebliche Werbeerfolge bestätigen sollen, wurde von mehreren Nutzern berichtet.